# Haydée Chikly
Haydée Chikly Tamzali (Tunis, 23 augustus 1906 – 20 augustus 1998) was een Tunesische actrice, schrijfster en scenarioschrijver. Ze had een pioniersrol binnen de filmgeschiedenis van Noord-Afrika.

## Beginjaren en afkomst
Haydée Chikly werd geboren in 1906 in Tunis. Haar vader was de Tunesische filmpionier Albert Samama Chikly. Haar moeder was Bianca Ferrero, een Italiaanse. Haar opa was David Samama, de bankier van de Tunesische Bey en een van de oprichters van de Bank of Tunisia.

## Filmcarrière
Haydée Chikly begon films te maken met haar vader, al vanaf jonge leeftijd. Ze speelde de hoofdrol in zijn film, Zohra (1922). Haydée Chikly schreef zelf de script voor deze film die geldt als de eerste speelfilm van Tunesie. In 1924 maakten ze samen Ain el-Ghezal (The Girl from Carthage), ook met Haydée Chikly in de hoofdrol.
Haydée Chikly speelde ook in de Hollywood film The Arab (1924), die werd opgenomen in Tunesië door Rex Ingram (regisseur). Ondanks een aanbod van een vijfjarige contract, van een eventuele carrière in Hollywood kwam niets, doordat haar vader haar geen toestemming gaf om naar de VS te verhuizen.
In 1996, Haydée Tamzali was ook te zien in A Summer in La Goulette, van Férid Boughedir en in Mahmoud Ben Mahmoud’s documentaire over Albert Samama Chikly; Albert Samama Chikli, ce merveilleux fou filmant avec ses drôles de machines (1996).
In 2015, heeft de archief festival ll Cinema Ritrovato aandacht besteed aan het oeuvre van Haydée Chikly en haar vader Albert Samama Chikly.

## Privéleven
Haydée Chikly trouwde in 1929 met Khellil Tamzali uit Algerije en had twee kinderen. Ze was van Joodse afkomst en heeft zich later bekeerd tot de islam. .In Algerije was zij actief in diverse maatschappelijke organisaties, zoals het Rode Kruis, en de League Against Cancer. Zij woonde tussen Algiers en Parijs, en schreef o.a. artikelen en korte verhalen voor de Tunesische krant La Presse, en een kookboek over het Noord-Afrikaanse keuken; La Cuisine en Afrique du Nord . In 1992 heeft ze het boek Lost Images gepubliceerd met daarin echt gebeurde verhalen uit de geschiedenis.

## Filmografie
- Zohra (1922)[11]
- Aïn el Ghazel / La fille de Carthage (1924)[12]
- The Arab (1924)[13]
- Un été à La Goulette (verteller) (1996)
- Albert Samama Chikli, ce merveilleux fou filmant avec ses drôles de machines (1996) (documentaire)